# نيل غوين
إليانور جوين Eleanor Gwyn (2 فبراير 1650 - 14 نوفمبر 1687) ممثلة مسرحية إنجليزية وشخصية مشهورة في فترة الاسترداد.
أشاد بها صموئيل بيبس لأدائها الكوميدي كواحدة من الممثلات الأوائل على المسرح الإنجليزي، واشتهرت بكونها عشيقة الملك تشارلز الثاني ملك إنجلترا لفترة طويلة (من حوالي أبريل 1668 إلى 6 فبراير 1685).
أطلق عليها بيبس اسم "نيل الجميلة والذكية"، وقد اعتبرت تجسيدًا حيًا لروح عصر الاسترداد، واعتبرت بطلة شعبية، بقصة تحاكي قصة انتقال سندريلا من الفقر إلى الملكية. أنجبت غوين ولدين من الملك تشارلز: تشارلز بوكليرك (1670-1726) وجيمس بيوكليرك (1671-1680).